# Collegio di Godalming and Ash
Godalming and Ash è un collegio elettorale situato nel Surrey, nel Sud Est dell'Inghilterra, e rappresentato alla Camera dei Comuni del Parlamento del Regno Unito. Elegge un membro del Parlamento con il sistema first-past-the-post, ossia maggioritario a turno unico; l'attuale parlamentare è Jeremy Hunt del Partito Conservatore, che rappresenta il collegio dal 2024.

## Estensione
Il collegio è costituito dai seguenti ward:
- nel borgo di Guildford: Ash South, Ash Vale, Ash Wharf, Pilgrims, Shalford, Tillingbourne;
- nel distretto di Waverley: Alfold, Dunsfold and Hascombe, Bramley and Wonersh, Chiddingfold, Cranleigh East, Cranleigh West, Elstead and Peper Harow, Ewhurst and Ellens Green, Godalming Binscombe and Charterhouse, Godalming Central and Ockford, Godalming Farncombe and Catteshall, Godalming Holloway, Milford and Witley e Western Commons (parrocchia di Thursley).[1]

## Membri del parlamento
| Elezione | Elezione | Deputato    | Partito      |
| -------- | -------- | ----------- | ------------ |
|          | 2024     | Jeremy Hunt | Conservatore |

## Risultati elettorali

### Elezioni negli anni 2020
| Partito                    | Partito                                         | Candidato                  | Risultati 4 luglio 2024 | Risultati 4 luglio 2024 |
| Partito                    | Partito                                         | Candidato                  | Voti                    | %                       |
| -------------------------- | ----------------------------------------------- | -------------------------- | ----------------------- | ----------------------- |
|                            | Conservatore                                    | Jeremy Hunt                | 23 293                  | 42,59                   |
|                            | Lib Dem                                         | Paul Follows               | 22 402                  | 40,96                   |
|                            | Reform UK                                       | Graham Drage               | 4 815                   | 8,80                    |
|                            | Laburista                                       | James Walsh                | 2 748                   | 5,02                    |
|                            | Verde                                           | Ruby Tucker                | 1 243                   | 2,27                    |
|                            | Women's Equality                                | Harriet Williams           | 195                     | 0,36                    |
|                            |                                                 |                            |                         |                         |
| Iscritti                   | Iscritti                                        | Iscritti                   | 74 168                  | 100,00                  |
| ↳ Votanti (% su iscritti)  | ↳ Votanti (% su iscritti)                       | ↳ Votanti (% su iscritti)  | 54 884                  | 74,00                   |
| ↳ Astenuti (% su iscritti) | ↳ Astenuti (% su iscritti)                      | ↳ Astenuti (% su iscritti) | 19 284                  | 26,00                   |
|                            |                                                 |                            |                         |                         |
|                            | Esito: collegio a Conservatore (nuovo collegio) |                            |                         |                         |